# Tomasz Fornalik
Tomasz Fornalik (ur. 3 czerwca 1973 w Bytomiu) – polski piłkarz grający na pozycji obrońcy, trener.

## Kariera piłkarska
Karierę piłkarską Fornalik rozpoczął w Ruchu Chorzów. W 1992 został w tym klubie zawodnikiem pierwszej drużyny i w sezonie 1992/93 zadebiutował w nim w I lidze. W sezonie 1994/95 został wypożyczony do GKS Tychy, a Ruch spadł do II ligi. Wiosną 1996 Fornalik grał w Górniku Konin.
Latem 1996 został zawodnikiem Ruchu Radzionków. W sezonie 1997/98 awansował z nim do pierwszej ligi. W barwach Cidrów grał w ekstraklasie do końca sezonu 1999/2000. W 2000 wrócił do Ruchu Chorzów i występował w nim jako podstawowy zawodnik. W sezonie 2002/03 spadł z Ruchem do drugiej ligi. W klubie z Chorzowa grał jeszcze w sezonie 2003/04.
W sezonie 2004/05 Fornalik był najpierw zawodnikiem Podbeskidzia Bielsko-Biała, a następnie Szczakowianki Jaworzno. Po sezonie zakończył karierę piłkarską.
W ekstraklasie Fornalik rozegrał łącznie 122 mecze i strzelił cztery gole.

## Kariera trenerska
Po zakończeniu gry w piłkę został asystentem trenera w Górniku Zabrze. Od 3 stycznia 2006 pełnił tę funkcję w Ruchu Chorzów, pracując kolejno z Markiem Wleciałowskim, Dušanem Radolským, Bogusławem Pietrzakiem oraz swym bratem Waldemarem Fornalikiem.
12 lipca 2012 został nowym szkoleniowcem Ruchu. Zastąpił na tym stanowisku Waldemara, który dwa dni wcześniej objął reprezentację Polski. Tomasz pracował niespełna dwa miesiące, po odpadnięciu z Ligi Europy UEFA (Niebiescy ograli Metałurga Skopje 3:1 i 3:0, po czym ulegli 0:2 i 0:5 Viktorii Pilzno) i słabym starcie ligi (trzy porażki i stosunek bramek 0:7) 5 września 2012 został zastąpiony przez Jacka Zielińskiego, obejmując wówczas stanowisko trenera młodzieży w Ruchu.
18 czerwca 2013 został trenerem grającego na drugim poziomie ligowym GKS Tychy, zastępując Piotra Mandrysza. Z funkcją tą pożegnał się 24 września 2013. W 2014 był szkoleniowcem rezerw Ruchu Chorzów występujących na czwartym szczeblu rozgrywkowym, a 7 października 2014 powrócił do pracy z pierwszą drużyną Ruchu ponownie w roli asystenta Waldemara Fornalika. Odszedł z klubu 22 kwietnia 2017, wkrótce potem znajdując zatrudnienie w Piaście Gliwice, znów jako asystent starszego brata. We wrześniu 2020 poprowadził w jego zastępstwie drużynę w dwóch spotkaniach kwalifikacji Ligi Europy (z TSV Hartberg i FC København) oraz w dwóch meczach Ekstraklasy (Waldemar został poddany izolacji po uzyskaniu przez niego pozytywnego wyniku testu na obecność koronawirusa SARS-CoV-2).

## Życie prywatne
Brat Waldemara Fornalika, również piłkarza i trenera, w latach 2012–2013 selekcjonera reprezentacji Polski.